# Only the Dead See the End of the War
Only the Dead See the End of the War ist die erste professionelle EP der US-amerikanisch-irakischen Band Acrassicauda und ihre erste Produktion seit der Flucht aus dem Irak im Jahr 2006. Produziert wurde das Album von Alex Skolnick (Testament). Offiziell wurde die EP am 9. März 2010 veröffentlicht, jedoch wurde das Album erst am 13. März während des Scion Rock Fest in Columbus verkauft. Dort spielte die Band mit Cannibal Corpse, Voivod und anderen Metal-Bands. Zum Song Garden of Stones produzierte die Band ein Musikvideo. Es ist zudem das erste professionelle Musikvideo der Band.

## Titelliste
1. Message from Baghdad
2. Garden of Stones
3. Massacre
4. The Unknown

## Kritiken
Sputnikmusic beschreibt den Hintergrund der einzelnen Stücke mit der Vergangenheit der Band, von der Zeit als man den Irakkrieg überlebte und in die Türkei flüchtete. Den Musikstil legt der Kritiker nicht eindeutig fest. So seien in den Songs Massacre und The Unknown Elemente des Metalcore heraushörbar, wobei man im Song The Unknown auch Einflüsse von Metallica der 1980er im Schlagzeugspiel hören kann. Außerdem ist der Kritiker der Meinung, dass die Musik von Fear Factory und Trivium beeinflusst wird. User gaben der EP bisher insgesamt 3,7 von 5 möglichen Punkten.
Der Kritiker von RockSins ist der Meinung, dass man den Ärger und die Wut des Sängers in allen 4 Stücken sehr gut heraushört. Die Texte handeln von Krieg, Zerstörung und Tod, wobei die Band nicht improvisiert, sondern ihre eigenen Erlebnisse zur Zeit des Krieges im Irak einbaut. Der Kritiker beschreibt Acrassicauda als ein großes Kaliber in der weltweiten Metalszene.
Heavymetaladdiction beschreibt das Album als ein Thrash-Angriff mit harten Gitarren und starken Double-Blasts. Der Kritiker beschreibt den Musikstil als ein Mix aus Metallica, Iron Maiden, Testament und Slayer. Er beschreibt, dass die Melodik in der Bay Area Thrash-Metal- und der dortigen Metalcore-Szene mit der Zeit verblassen würde.